# Kleine Goldschrecke

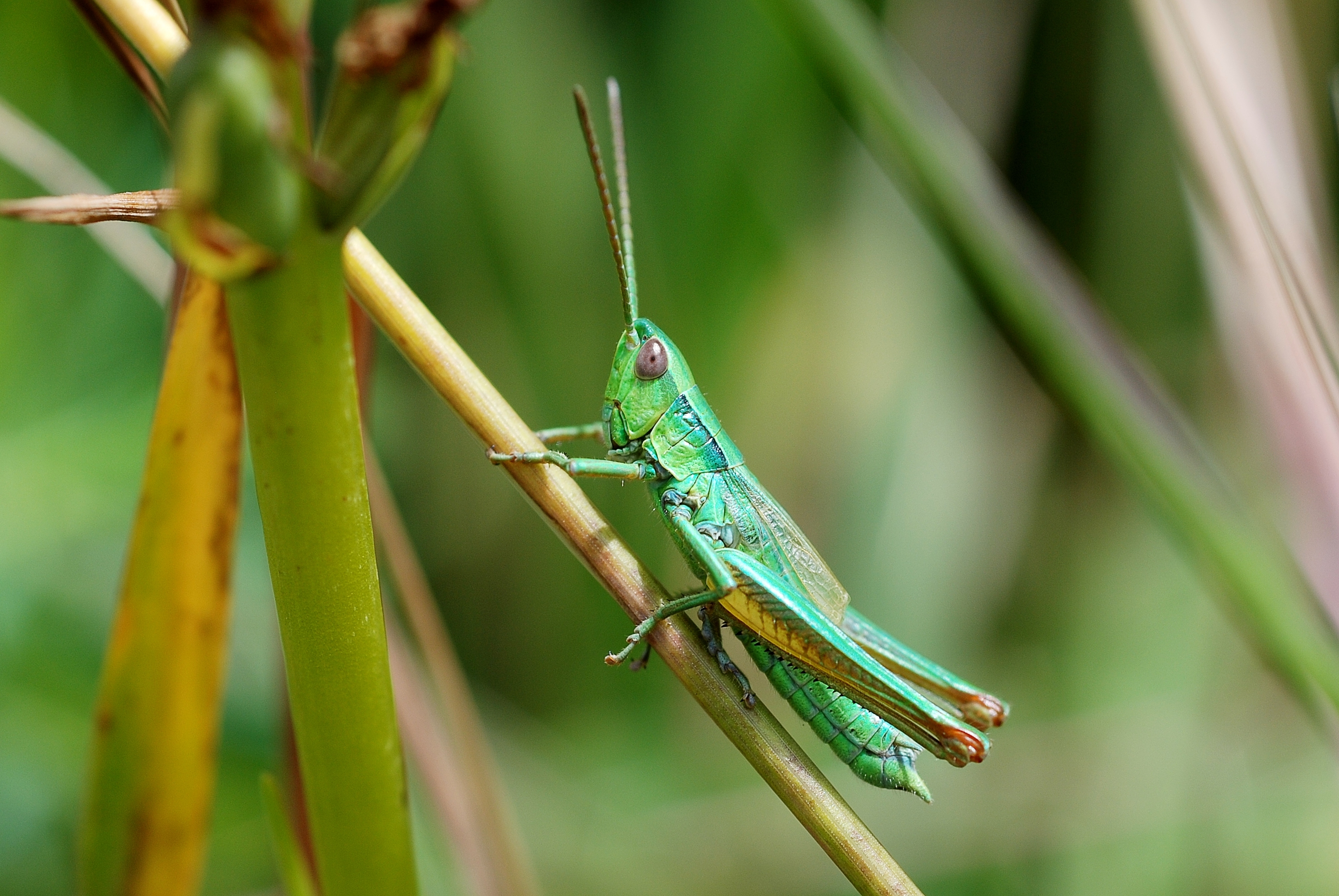
Männchen

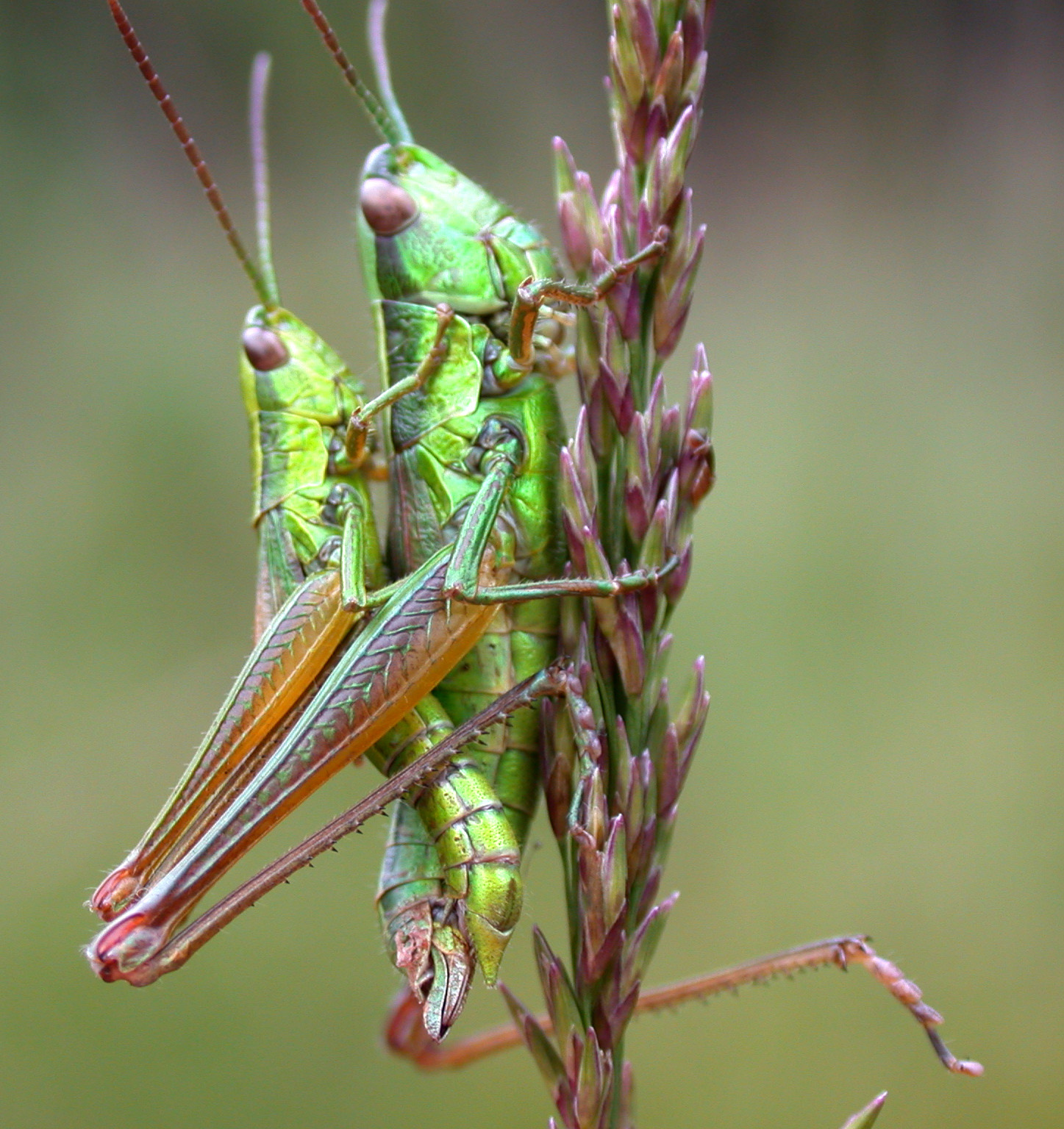
Pärchen

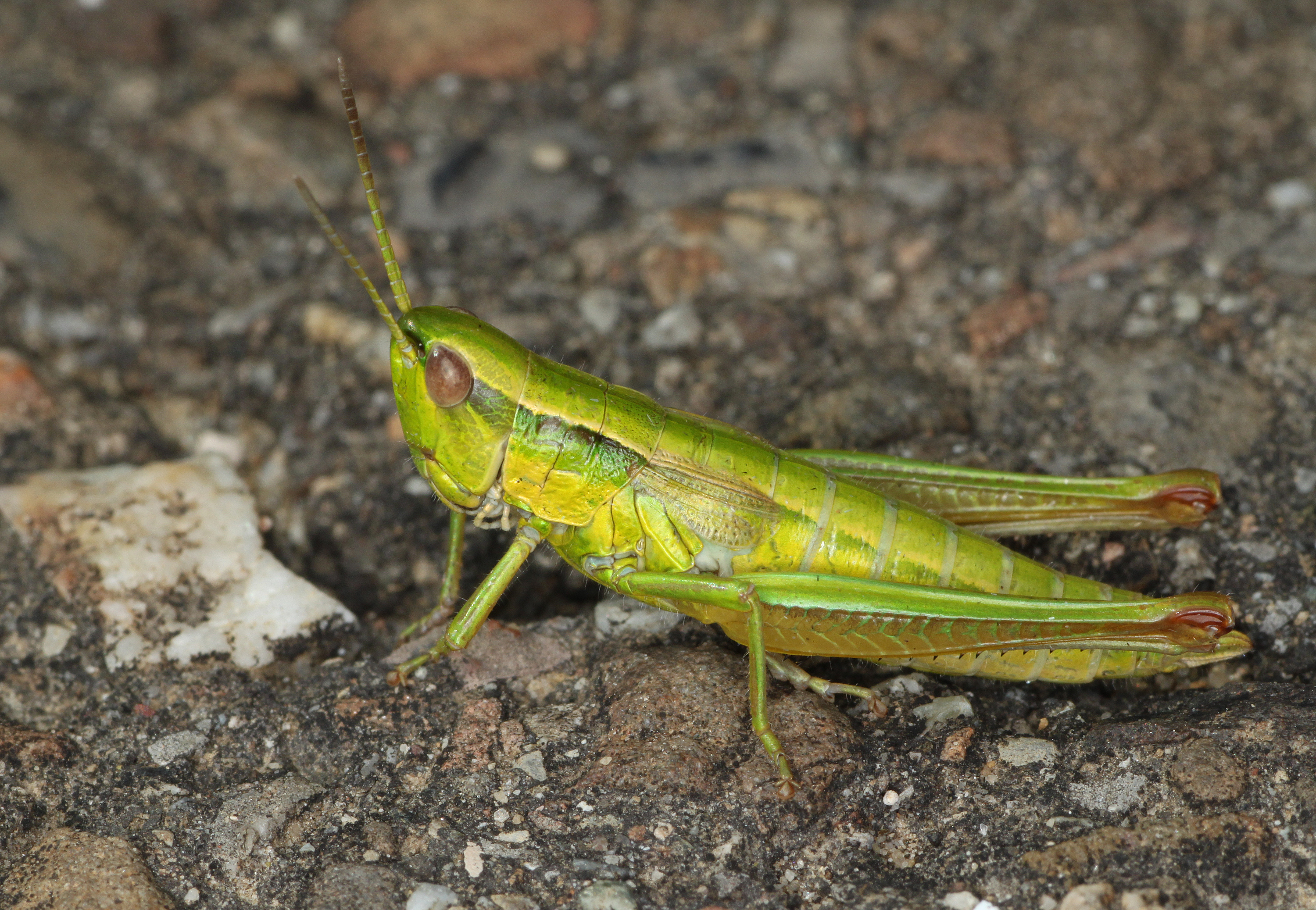
Weibchen

Die Kleine Goldschrecke (Euthystira brachyptera, Syn.: Chrysochraon brachyptera) ist eine Kurzfühlerschrecke aus der Familie der Feldheuschrecken. Sie ist in Mitteleuropa weit verbreitet.

## Merkmale
Die Schrecken erreichen eine Körperlänge von 13 bis 17 Millimetern (Männchen) bzw. 18 bis 26 Millimetern (Weibchen). Besonders die Männchen sehen der Großen Goldschrecke (Chrysochraon dispar) recht ähnlich. Beide Geschlechter sind in ihrer Grundfarbe hellgrün und haben einen goldenen Schimmer. Es gibt gelegentlich auch Individuen, die eine graue, braune, goldene oder hellblaue Körpergrundfarbe besitzen. Die Weibchen besitzen stark verkürzte rosa oder selten gelbgrün gefärbte Flügel, die am Rücken deutlich voneinander getrennt sind. Die Flügel der Männchen sind etwa halb so lang, die der Hinterleib und sind am Ende abgestutzt. Es treten bei beiden Geschlechtern Tiere auf, bei denen die Flügel nicht verkürzt sind. Die Knie der gelbgrünen Hinterbeine sind braun gefärbt.

## Verbreitung
Die Art kommt in Europa und Asien vor. Ihre Verbreitung erstreckt sich von den Pyrenäen über Frankreich, Belgien, Niederlande, den Süden und Südosten Deutschlands, Polen, die GUS-Staaten bis nach Sibirien. Weiters sind die Schweiz, Norditalien, Österreich sowie Ungarn, das ehemalige Jugoslawien, Bulgarien, Rumänien und der Norden Griechenlands besiedelt. Man findet sie dabei in Mitteleuropa in einer Höhe von 200 bis deutlich über 1000 Metern, in den Südalpen auch bis 2500 Meter. Sie leben sowohl in feuchten, wie auch in trockenen Lebensräumen, wie etwa in Niedermooren oder auf Magerrasen. Die adulten Tiere treten von Anfang Juni bis September auf.

## Lebensweise
Die Tiere ernähren sich herbivor von verschiedenen Gräsern, wie etwa von Wolligem Reitgras (Calamagrostis villosa). Die Weibchen legen ihre Eier in Eipaketen von fünf bis sechs Stück in etwa 20 bis 50 Zentimetern Höhe zwischen zusammengefalteten Blättern, meist von Gräsern, in einer aushärtenden, schaumigen Flüssigkeit ab. Bevorzugt geschieht dies in Beständen der Fieder-Zwenke (Brachypodium pinnatum) oder des Blauen Pfeifengras (Molinia caerulea) statt. Die Blätter werden mit den Hinterbeinen meist zusammengeknickt, gelegentlich werden auch zwei Blätter verwendet. Nach etwa 30 Minuten sind die Kokons bereits ausgehärtet und verfärben sich braun. Darin sind die Eier vor Feuchtigkeit oder Austrocknung geschützt. Die Larven schlüpfen zwischen Ende März und Anfang Mai und entwickeln sich verhältnismäßig schnell zum adulten Tier.

## Balz und Paarung
Der Gesang der Männchen kann etwa drei Meter weit gehört werden und besteht aus kurzen Versen aus vier bis sechs getrennten Silben. Bei höheren Temperaturen verschwimmen aber die Einzelsilben zu einem kurzen Schwirrlaut. Männchen reagiert auf den Ruf von Konkurrenten. Dabei werden Verse mit zwei bis Fünf Silben erzeugt. Das Weibchen kann durch die stark verkürzten Flügel keine Laute von sich geben. Die Begattung ist nur dann erfolgreich, wenn das Weibchen sich daran aktiv beteiligt. Ist dies nicht der Fall, versucht das Männchen zwar eine Kopulation, löst seine Genitalien aber bereits nach wenigen Sekunden.